# Hortipes libidinosus
Hortipes libidinosus là một loài nhện trong họ Corinnidae.
Loài này thuộc chi Hortipes. Hortipes libidinosus được miêu tả năm 2000 bởi Bosselaers & Rudy Jocqué.